# 横井綾子
横井 綾子（よこい あやこ、1976年4月30日 - ）は、日本のナレーター、フリーアナウンサー、元テレビ愛知の契約アナウンサー。愛知県名古屋市出身。南山中学校・高等学校女子部、南山大学外国語学部英米科（現・英米学科）卒業。身長154cm。血液型O型。

## 来歴
南山大学在学中の1998年にNTC事務局（名古屋タレントセンター）に所属し、タレント活動を開始。大学卒業後、1999年10月にテレビ愛知へ出向し、2003年10月まで契約アナウンサーとして勤務した。
契約の満了後は結婚して東京へ引っ越していったが、その後も2009年まで名古屋タレントセンター公式サイトのタレントリストに名前が掲載されていた。

## 人物
大学在学時には学内の放送クラブ・NBC南山放送に所属し、土曜日にはNHKのスタジオでアルバイトするという生活を4年間続けていた。

## 過去の担当番組
- ミニトピックス（名古屋テレビ）
- くらしクリエイトなごや（東海テレビ）
- TVAニュースフラッシュ（テレビ愛知）
- はぁ〜い テレビ愛知（テレビ愛知）
- テレビ愛知イベントくらぶ（テレビ愛知）
- 健康ワンダフル（テレビ愛知、ナレーター）
- PA-VU （テレビ愛知）
- 写めっけ! → 写めっけ2! （テレビ愛知）
- みっちゃく☆（テレビ愛知）